# One California Plaza

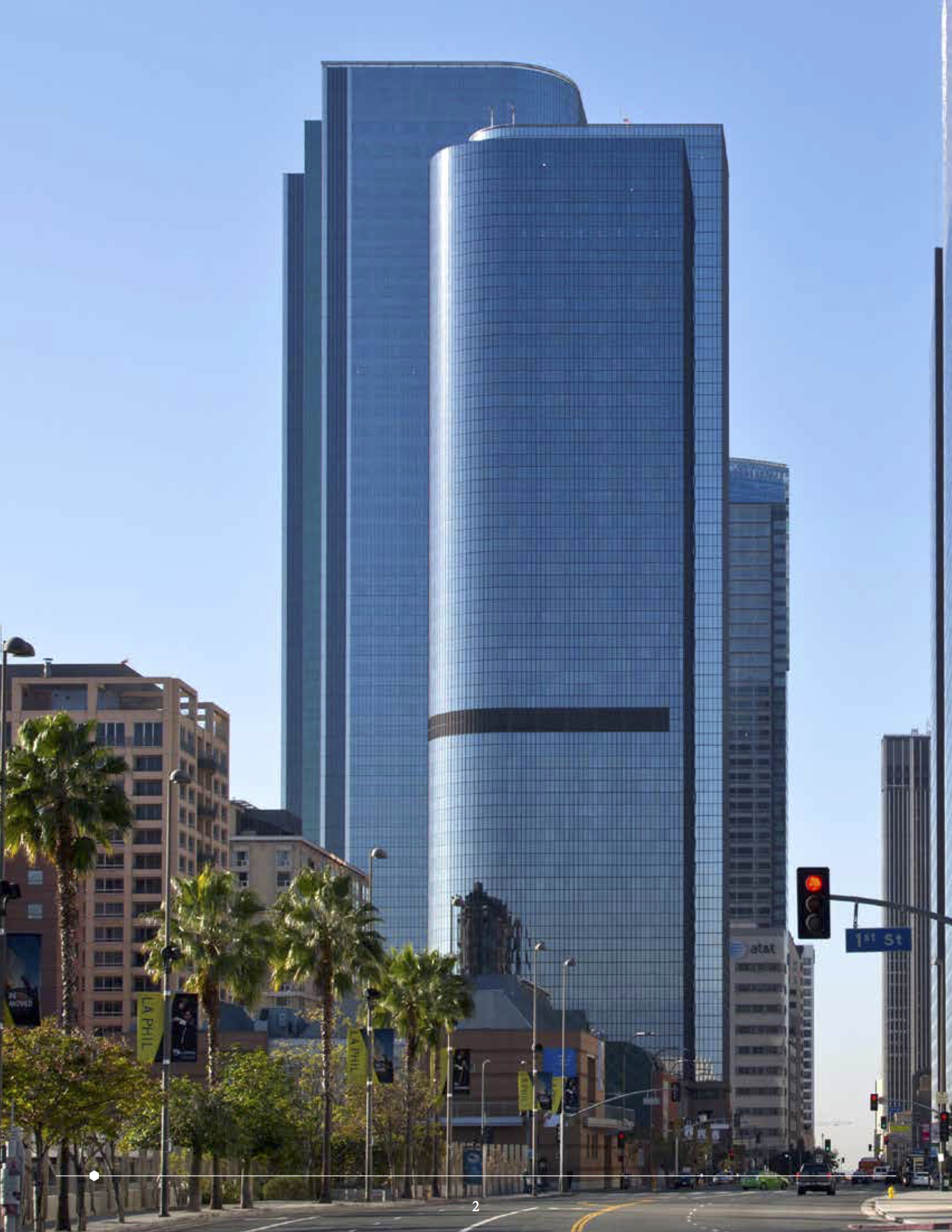
One California Plaza.

El One California Plaza es un edificio de 176 m situado en el barrio de Bunker Hill, distrito del centro de Los Ángeles, California. La torre es parte del proyecto de California Plaza, consistente en dos rascacielos, One California Plaza y Two California Plaza. La Plaza también alberga el Museo de Arte Contemporáneo de Los Ángeles, la Escuela Colburn de Artes Escénicas, el hotel Omni de Los Ángeles y una fuente de 0,61 ha.

## Antecedentes
1.200 millones de dólares fue lo que costó el proyecto. Iniciada en 1983, la Two California Plaza se completó en 1992, durante una caída significativa del mercado inmobiliario en el centro de Los Ángeles. La torre se abrió con sólo el 30% por ciento de su espacio arrendado cuando la tasa global de vacantes en el espacio de oficinas del centro se acercaba a 25%. Fue unos 10 años antes de que edificios altos se completaran de nuevo en el centro de Los Ángeles. California Plaza fue planeada originalmente para incluir 3 edificios altos. 
La Three California Plaza tendría 65 pisos (el edificio nunca se construyó) fue planeada para un sitio justo al norte de 4th St., justo enfrente de Oliva St. y de los dos primeros rascacielos de oficinas de California Plaza y fue planeada para albergar la sede permanente del Distrito Metropolitano del Agua.
La construcción del edificio (MOCA) Grand Avenue costó 23 millones de dólares, era parte de un acuerdo de la ciudad negociado con el desarrollador del proyecto de reurbanización de California Plaza, Bunker Hill Associates, quien recibió el uso de unos 11 acres(4,5 ha) de la parcela de propiedad pública.